# X特攻隊
X特攻隊（英語：X-Force），是漫威漫畫中的虛構超級英雄團隊，由法比安·尼謝薩和羅布·李斐德創作。X特攻隊首次於《新變種人》#100中登場。

## 歷史
X特攻隊是一個由機堡創立的超級英雄團隊，是X戰警的分支團體。創始成員亦包括轟轟、加農炮、多米諾、野性女、碎星和戰跡。

## 其他媒體

### 電視
- 《漫威日本動畫》

### 電影
X戰警電影系列
- 二十世紀福斯正在開發《X特攻隊》的電影[1][2][3]。2013年7月11日，據報導福斯聘請傑夫·瓦德洛編寫劇本和執導電影，並由勞倫·舒勒·唐納（英语：Lauren Shuler Donner）和馬修·范恩製片[4]。2013年10月3日，羅布·李斐德確認機堡和死侍將出演電影，該電影計劃於2017年的某個時候發布[5]。根據概念藝術展顯示，機堡、多米諾、加農炮（英语：Cannonball (comics)）和野性女（英语：Feral (comics)）作為團隊中的成員[6]。在《惡棍英雄：死侍》發布後，萊恩·雷諾斯認為死侍不久將加入《X特攻隊》[7]，賽門·金柏格說電影有潛力像《惡棍英雄：死侍》一樣成為R級（限制級）電影[8]。布萊恩·辛格在接受Fandango採訪時表示他希望X-23作為新的金鋼狼加入電影[9]。此外，靈蝶一直謠言會出現在電影中，因為她是漫畫中重要的成員，但靈蝶的演員奧莉薇亞·孟恩並沒有對這些謠言作任何評論。2016年11月9日，金柏格向好萊塢報導宣布電影仍在按計劃進行中[10]。2017年2月，據報導雷諾斯將與喬·卡納漢共同編寫劇本[11]。2017年9月7日，德魯·戈達德將編寫劇本和執導電影[12]。2018年2月21日，據好萊塢報導電影將在10月，迪士尼/福斯交易完成之前開拍[13]。

- 《死侍2》：由死侍招集，成員包括多米諾、喧囂（英语：Bedlam (comics)）、碎星（英语：Shatterstar）、時代精神（英语：Zeitgeist (comics)）、消影人（英语：Vanisher (comics)）和一個名叫彼得的一般人[14]。特攻隊從高空跳傘接近囚車，但韋德忽視了強風預警，導致隊員在拉開降落傘時被吹散，各自朝不同方向墜落。韋德自己則不幸掛在一塊招牌上，眼睜睜看著隊友們接連遭遇意外慘死——喧囂直接撞進迎面而來的公車、碎星因長髮遮擋視線誤闖直升機螺旋槳，瞬間變成肉泥、消影人撞上高壓電線，瞬間被電成焦炭、時代精神失控墜入木材削片机，屍骨無存。唯一成功降落的彼得試圖救援時代精神，卻被對方吐出的腐蝕性毒液擊中右臂，最終倒地身亡。多米諾靠她與生俱來的運氣成功降落並進入囚車。最後死侍利用機堡的時光錶回到彼得成功降落的那一刻，告訴他X-Force只是福斯傳媒高層為了商業利益設計的行銷手段，根本不是真正的超級英雄團隊，而機堡也只是個讓喬許·布洛林有戲可拍的角色。彼得聽後開始動搖，覺得這一切既可怕又荒謬，最後決定回家餵貓，成功避開死亡，臨走前還順便請死侍幫忙把他的Email轉交給多米諾。[15]

### 遊戲
- 《終極漫威英雄VS卡普空3（英语：Ultimate Marvel vs. Capcom 3）》
- 《漫威：未來之戰》

## 外部連結
- X-Force （页面存档备份，存于） 漫畫書數據庫
- X-Force （页面存档备份，存于） 超級英雄數據庫
- Marvel Comics Database: X-Force （页面存档备份，存于）